# Новопетрівка (Роменський район)
Новопетрі́вка — село в Україні, Сумській області, Роменському районі.
За даними перепису населення 2001 року в селі мешкає 248 чоловік. Входить до складу Андріяшівської сільської громади. До 2017 орган місцевого самоврядування — Анастасівська сільська рада. 

## Географія
Село Новопетрівка розташоване біля витоків річки Артополот. На відстані 1 км — село Анастасівка.
По селу тече струмок, що пересихає.

## Історія
З часу заснування села воно називалось хутір Ладанський. Відомо, що в середині 19 століття московський генерал Ладонський після закінчення Кавказької війни привіз кілька грузинських родин, які і оселив у селі.
Село постраждало внаслідок геноциду українського народу, проведеного урядом СРСР 1923—1933 та 1946—1947 роках.

## Політика

### Парламентські вибори, 2019
На позачергових парламентських виборах 2019 року у селі функціонувала окрема виборча дільниця № 590473, розташована у приміщенні фельдшерсько-акушерського пункту.
Результати
- зареєстровано 118 виборців, явка 68,64%, найбільше голосів віддано за Всеукраїнське об'єднання «Батьківщина» — 38,27%, за «Слугу народу» — 32,10%, за Радикальну партію Олега Ляшка — 9,88%[1]. В одномандатному окрузі найбільше голосів отримав Віктор Ладуха (Всеукраїнське об'єднання «Батьківщина») — 28,75%, за Ігоря Шкурата (самовисування) — 18,75%, за Максима Гузенка (Слуга народу) — 17,50%[2].

## Відомі люди
Найвідомішим вихідцем села є Кавалерідзе Іван Петрович — український скульптор, кінорежисер, драматург, сценарист, Народний артист УРСР, нащадок грузинського князівського роду.